# 3153 Lincoln
A 3153 Lincoln (ideiglenes jelöléssel 1984 SH3) a Naprendszer kisbolygóövében található aszteroida. Brian A. Skiff fedezte fel 1984. szeptember 28-án.